# Bedoń Przykościelny
Bedoń Przykościelny – wieś w Polsce położona w województwie łódzkim, w powiecie łódzkim wschodnim, w gminie Andrespol. W latach 1975–1998 miejscowość administracyjnie należała do ówczesnego województwa łódzkiego.
Na terenie sołectwa znajduje się siedziba parafii rzymskokatolickiej pw. Matki Boskiej Królowej Polski.
Miejscowość skomunikowana jest z Łodzią i Brzezinami linią autobusową 90C łódzkiego MPK.

## Zabytki
- Kościół pw. Matki Boskiej Królowej Polski, wzniesiony w latach 1925–1933. Był to pierwszy zrealizowany projekt budynku sakralnego inż. Józefa Kabana – znanego łódzkiego architekta. Jest to również najstarsza świątynia w gminie Andrespol, powstała na gruntach darowanych przez Romana Tymoteusza Korwin-Kochanowskiego w roku 1920. W 2005 roku miała miejsce całkowita przebudowa prezbiterium kościoła, która stanowiła próbę nowej aranżacji z zachowaniem stylistyki i charakteru architektury. Autorami przebudowy i projektu byli konserwatorzy dzieł sztuki Anna i Tomasz Ostaszewscy.